# 千葉県立安房特別支援学校館山聾分校
千葉県立安房特別支援学校館山聾分校（ちばけんりつ あわとくべつしえんがっこう たてやまろうぶんこう）は、千葉県館山市那古にある公立聾学校。

## 沿革
- 1958年（昭和33年） - 千葉県立千葉聾学校館山分校として開校
- 1979年（昭和54年） - 千葉県立館山聾学校として独立
- 2011年（平成23年） - 千葉県立安房特別支援学校へ併合され館山聾分教室となる
- 2013年（平成25年） - 館山聾分校へ名称変更

## 交通
- 内房線館山駅

## 設置学部
- 幼稚部
- 高等部普通科（職業コース）